# Зозулині черевички справжні (монета)
«Зозу́лині череви́чки спра́вжні» — пам'ятна монета номіналом 2 гривні, випущена Національним банком України, присвячена зникаючому виду багаторічної трав'яної рослини з родини Зозулинцевих, або Орхідних, занесеної до Червоної книги України, — Зозулиним черевичкам справжнім. Ці чарівні квіти, одні з найвідоміших орхідей Північної півкулі, своєю оригінальною красою нагадують черевички східних народів.
Монету введено в обіг 20 липня 2016 року. Вона належить до серії «Флора і фауна».

## Опис монети та характеристика
| Номінал грн. | Метал      | Маса, г | Діаметр, мм | Якість виготовлення       | Гурт     | Тираж, штук                                        |
| ------------ | ---------- | ------- | ----------- | ------------------------- | -------- | -------------------------------------------------- |
| 2            | нейзильбер | 12,8    | 31,0        | спеціальний анциркулейтед | рифлений | 30 000 (у тому числі 15 000 у сувенірній упаковці) |

### Аверс
На аверсі монети в обрамленні вінка, утвореного із зображень окремих видів флори і фауни, розміщено малий Державний Герб України та написи: «УКРАЇНА/2/ГРИВНІ/2016» та логотип Банкнотно-монетного двору Національного банку України.

### Реверс
На реверсі монети зображено кольорові зозулині черевички справжні (використано тамподрук) та розміщено написи півколом: «ЗОЗУЛИНІ ЧЕРЕВИЧКИ СПРАВЖНІ» (угорі), «CYPRIPEDIUM CALCEOLUS L.» (унизу).

15000 монет із загального тиражу було випущено у буклетах
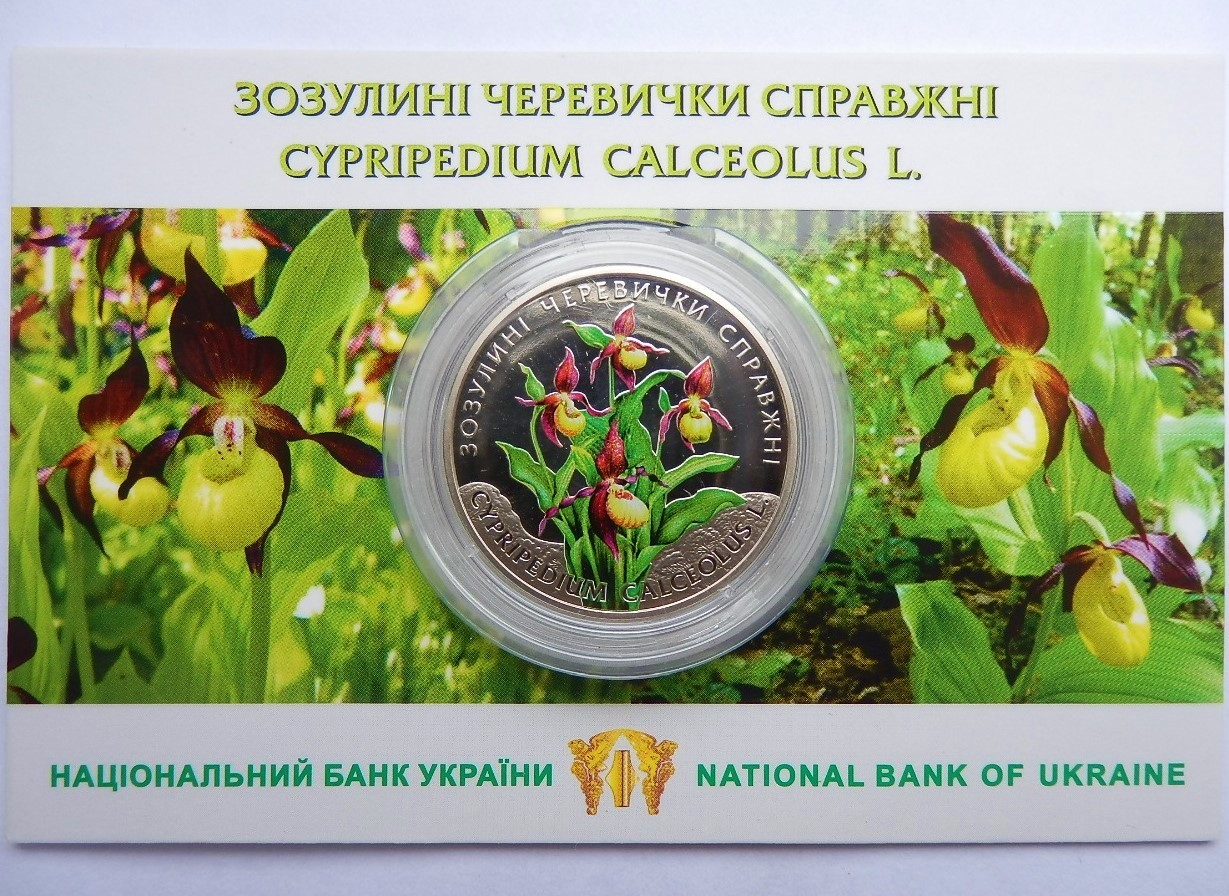
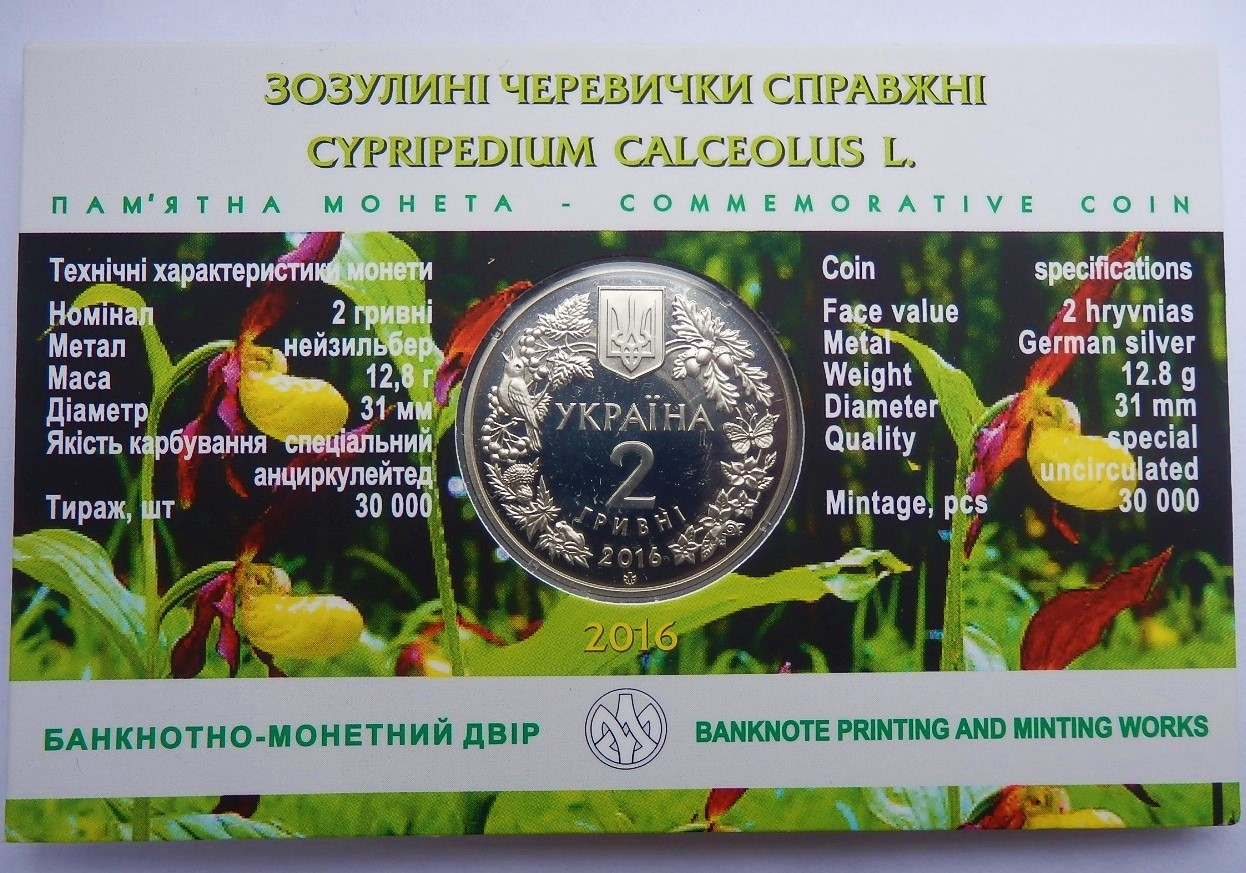

## Автори

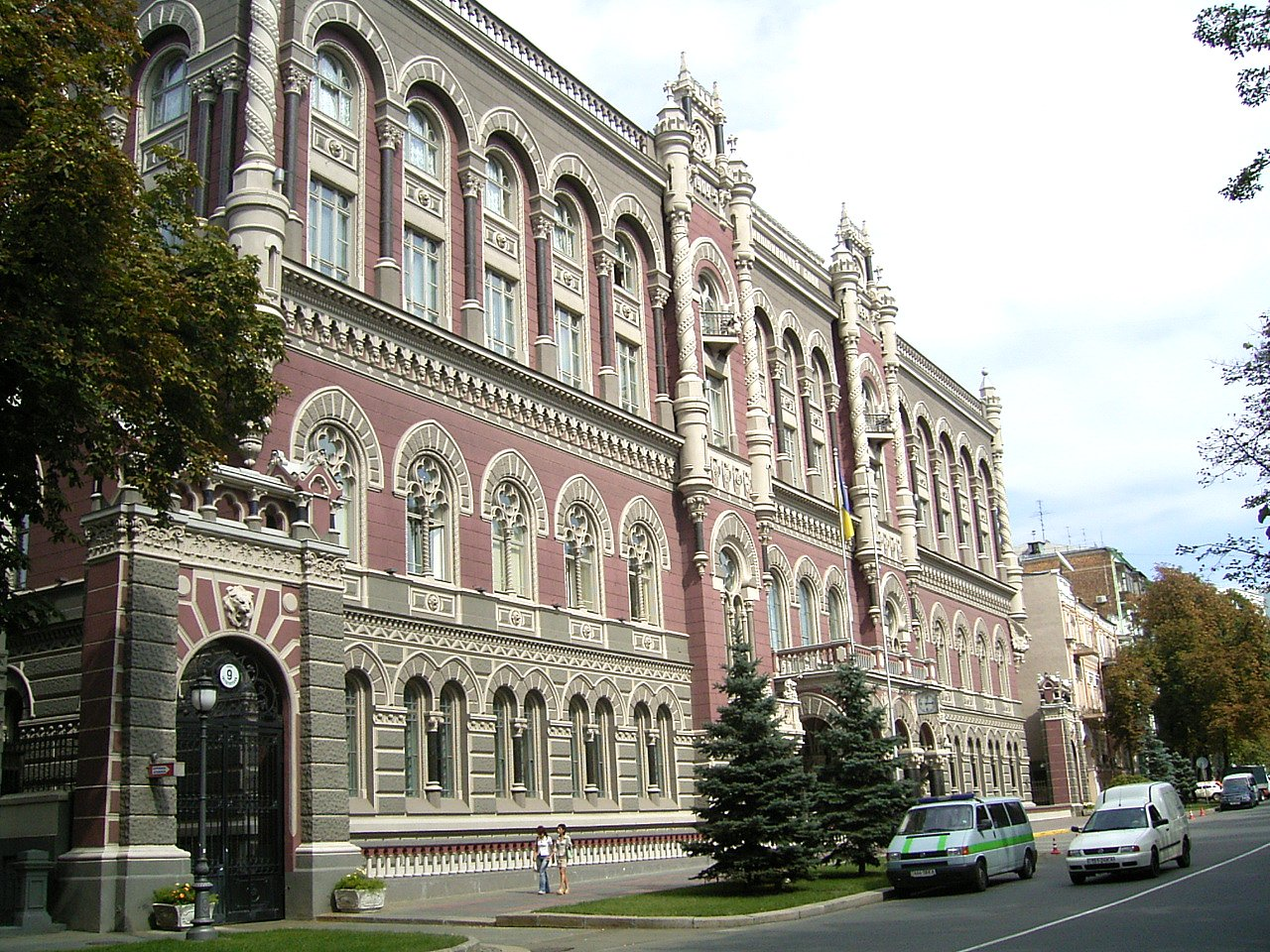
Будівля Національного банку України

- Художник — Дем'яненко Володимир.
- Скульптор — Дем'яненко Володимир.

## Вартість монети
Під час введення монети в обіг 2016 року, Національний банк України реалізовував монету через свої філії за ціною 30 гривень.
Фактична приблизна вартість монети з роками змінювалася так:
| Рік        | 2017 | 2018 | 2019 | 2020 | 2021 | 2022 | 2023 | 2024  | 2025  |
| ---------- | ---- | ---- | ---- | ---- | ---- | ---- | ---- | ----- | ----- |
| Ціна, грн. | 100  | 115  | 140  | 185  | 250  | 340  | 610  | 1 280 | 1 300 |